# RBS–15
Az RBS–15 (Robotsystem 15) hajók elleni szubszonikus robotrepülőgép, melyet a Bofors fejlesztett ki Svédországban az 1980-as években. Létezik hajófedélzeti, szárazföldi és légi indítású változata, ez utóbbit az AJ 37 Viggen és a JAS 39 Gripen vadászbombázók hordozzák.